# На щастя, молоко
«На щастя, молоко» (англ. Fortunately, the Milk) — гумористичний дитячий науково-фантастичний роман Ніла Геймана. Книга побачила світ одночасно в США та Великій Британії — 17 вересня 2013 року. Ілюстрації для американського видання здійснив Скотті Янг, а британського — Кріс Рідделл. Книга розповідає про батька, який пішов по молоко для своїх дітей, але на зворотній дорозі його викрали прибульці, після чого розпочалися його численні пригоди, пов'язані з подорожами у часі, під час яких він зустрів піратів, динозаврів, поні, вампірів, стародавню цивілізацію.

## Автор про книгу
В одному із інтерв'ю Ніл Гейман так представив свою нову книгу:
|  | Це найдурнуватіша, найдивніша та найсмішніша книга, яку мені довелось написати і я достобіса цим пишаюся. Книга називається «На щастя, молоко» та розповідає про батька, який йде по молоко для своїх дітей, але, як він сам стверджує, по дорозі його викрадають прибульці, потім знову викрадають пірати, після чого його рятує стегозавр на повітряній кулі, а зустріч з богом-вулканом ледь не закінчується для нього фатальним наслідком. Книга містить велику кількість подорожей у часі. Також там можна зустріти поні, вампірів, динозаврову міжзоряну поліцію, а закінчується все хепі-ендом. І, на щастя для всіх, молоко. Чи може пляшка молока врятувати всесвіт? Якщо дві одні й ті самі пляшки молока з різних місць доторкнуться, чи означатиме це кінець всесвіту, чи просто двоє гномів з іншої планети затанцюють нижче по вулиці, взувши черевики на дерев'яній підошві та одягнувши капелюхи з квітами? Оригінальний текст (англ.) |

## Екранізація
2015 року з'явилася інформація, що кіностудія «Fox» збирається екранізувати книгу. Сценаристом кіноадаптації стане Брет Маккензі, продюсером — Джонні Депп, а режисерське місце займе Едгар Райт. Станом на 2017 рік кінострічка перебуває у процесі розробки.

## Переклади українською
На початку 2018 року стало відомо, що видання українською виконає видавництво KM Books.
- Ніл Ґейман. На щастя, молоко. Переклад з англійської: Бурштина Терещенко.[7][8] Київ: KM Publishing. 2018. 160 стор. ISBN 978-966-948-004-0